# トーファーキー

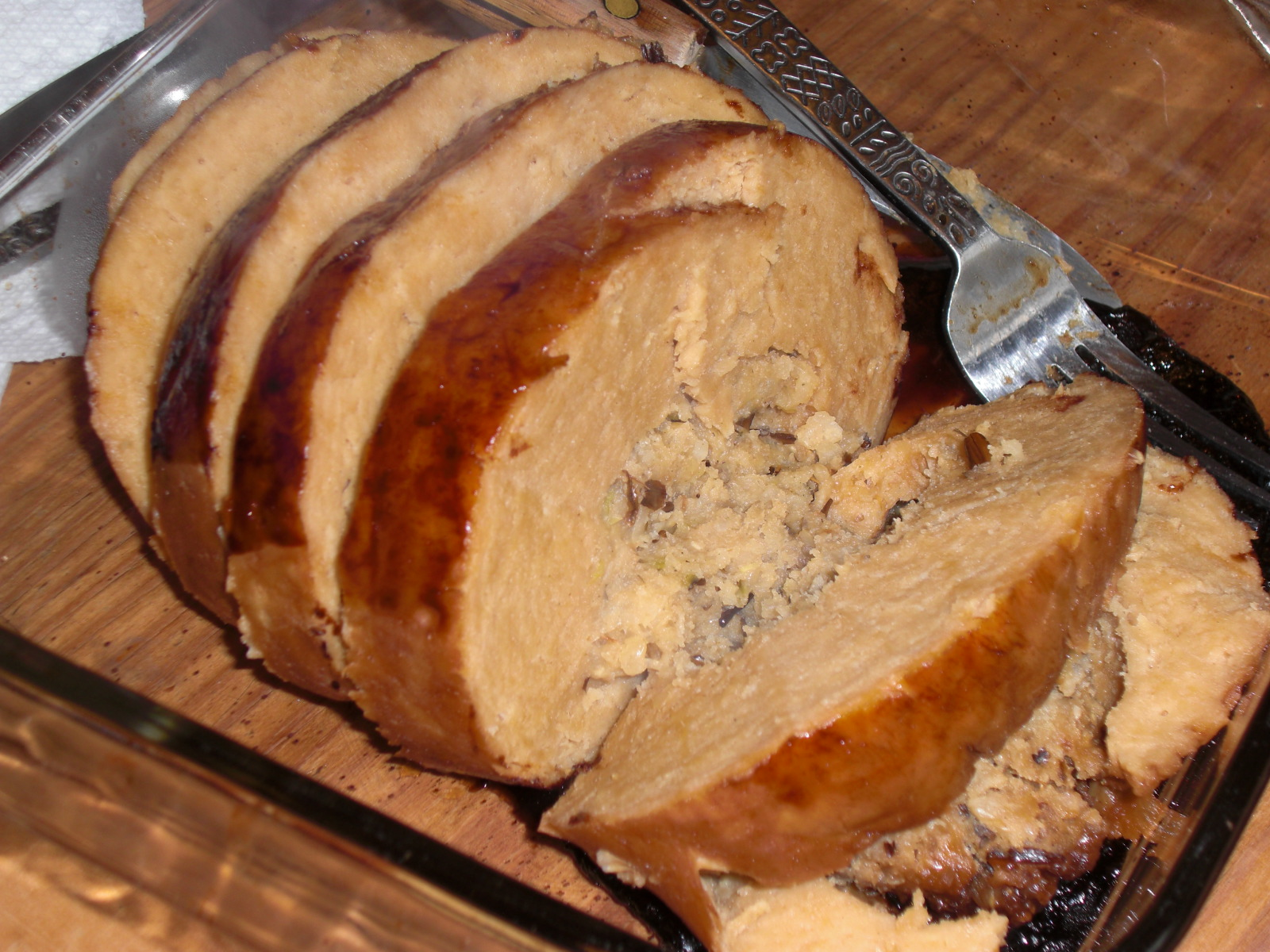
トーファーキー

トーファーキー (英語: Tofurkey) とは、豆腐 (Tofu) と七面鳥（ターキー、Turkey ）のかばん語で、七面鳥の丸焼きに見た目と味を似せて加工した豆腐のことである。七面鳥の丸焼きは感謝祭の正餐の主菜であり、トーファーキーはベジタリアン向けの代用品として知られるようになった。
商標との関係で、自家製を含めた食品名としては上記の通り「Tofurkey」と綴る。このうち自家製のものはヴェジー・ターキー（ veggie turkey 精進七面鳥）やモック・ターキー（ mock turkey 偽七面鳥）と呼ばれることもある。

## 登録商標 "Tofurky"
有名な食品メーカーであるアメリカ合衆国オレゴン州フッドリバー市に本社を置くタートル・アイランド・フーズ社（Turtle Island Foods）の商品を特に指す場合は登録商標の「Tofurky」と表記される。
同社から発売されている製品は豆腐と麩からできており、長楕円形のパンのような形状をしており、付属品としてパンまたは米をベースにしたスタッフィング（ stuffing 、七面鳥に詰めて焼くための詰め物）がついてくる。トーファーキーは鶏の丸焼きのように2、3時間オーブンで焼く必要があり、焼いている間に、商品のパッケージについているレシピを見て作ったタレまたはグレービーソースをときどき刷毛で塗って味付けすべきだとされている。

## アメリカの食文化とトーファーキー
アメリカでは七面鳥の丸焼きは感謝祭の日やクリスマスのための特別な料理であり、それ以外の時期に丸焼きを食べることは少ない。この習慣に合わせて、同社も感謝祭のシーズンが終わると、鳥の丸焼きタイプではなくサンドイッチ用にスライスしたトーファーキーやトーファーキーのソーセージを販売している。
トーファーキーは1994年に登場して以来、2019年の時点においては、感謝祭の時期に40万個が売られている。